# Costa (Alta Córcega)
Costa (en idioma corso A Costa) es una comuna de Francia, situada en la región de Córcega, departamento de Alta Córcega.
Está integrada en la Communauté de communes di E Cinque Pieve di Balagna.

## Demografía
| 60                         | 90 | 73 | 69 | 46 | 48 |
| (Fuente: [cita requerida]) |    |    |    |    |    |

(Población sans doubles comptes según la metodología del INSEE)